# José Goyeneche
José Ramón Goyeneche Bilbao (ur. 15 października 1940 w miejscowości Arrieta) – hiszpański kolarz szosowy, srebrny medalista mistrzostw świata.

## Kariera
Największy sukces w karierze José Goyeneche osiągnął w 1964 roku, kiedy wspólnie z Ramónem Sáezem, Luisem Pedro Santamariną i Ginésem Garcíą zdobył srebrny medal w drużynowej jeździe na czas na mistrzostwach świata w Sallanches. Był to jednak jedyny medal wywalczony przez niego na międzynarodowej imprezie tej rangi. W 1964 roku wziął udział w igrzyskach olimpijskich w Tokio, gdzie Hiszpanie z Goyeneche w składzie zajęli ósme miejsce w jeździe na czas. Ponadto w 1963 roku zajął trzecie miejsce w Milk Race, w 1966 roku zwyciężył w Cinturón Ciclista Internacional a Mallorca, a w 1968 roku był drugi w Vuelta Ciclista a la Rioja. Dwukrotnie startował w Vuelta a España, lepszy wynik osiągając w 1968 roku, kiedy zajął 48. miejsce w klasyfikacji generalnej. W 1967 roku wystartował w Tour de France, ale nie ukończył rywalizacji. Jako zawodowiec startował w latach 1965-1969.